# Liste der Fahnenträger der Olympischen Flüchtlingsmannschaft bei Olympischen Spielen
Die Liste der Fahnenträger der Olympischen Flüchtlingsmannschaft bei Olympischen Spielen listet chronologisch alle Fahnenträger der Olympischen Flüchtlingsmannschaften bei den Eröffnungs- (EF) und Abschlussfeiern (AF) Olympischer Spiele auf.

## Liste der Fahnenträger
| Mannschaft             | Veranstaltung | Fahnenträger (EF)     | Fahnenträger (AF)    |
| ---------------------- | ------------- | --------------------- | -------------------- |
| 2016 in Rio de Janeiro | Sommerspiele  | Rose Lokonyen         | Popole Misenga       |
| 2020 in Tokio          | Sommerspiele  | Tachlowini Gabriyesos | Hamoon Derafshipour  |
| 2020 in Tokio          | Sommerspiele  | Yusra Mardini         | Hamoon Derafshipour  |
| 2024 in Paris          | Sommerspiele  | Cindy Ngamba          | Farida Abaroge       |
| 2024 in Paris          | Sommerspiele  | Yahya Al Ghotany      | Kasra Mehdipournejad |

Anmerkung: (EF) = Eröffnungsfeier, (AF) = Abschlussfeier

## Statistik
| Rang    | Sportart       | EF | AF | ∑ |
| ------- | -------------- | -- | -- | - |
| 1       | Leichtathletik | 2  | 1  | 3 |
| 2       | Taekwondo      | 1  | 1  | 2 |
| 3       | Boxen          | 1  | 0  | 1 |
| 3       | Judo           | 0  | 1  | 1 |
| 3       | Karate         | 0  | 1  | 1 |
| 3       | Schwimmen      | 1  | 0  | 1 |
| Gesamt: | Gesamt:        | 5  | 4  | 9 |

| Rang                   | Sportart | EF | AF | ∑ |
| ---------------------- | -------- | -- | -- | - |
| bisher keine Teilnahme |          |    |    |   |
| Gesamt:                | Gesamt:  | 0  | 0  | 0 |

| Rang    | Sportart       | EF | AF | ∑ |
| ------- | -------------- | -- | -- | - |
| 1       | Leichtathletik | 2  | 1  | 3 |
| 2       | Taekwondo      | 1  | 1  | 2 |
| 3       | Boxen          | 1  | 0  | 1 |
| 3       | Judo           | 0  | 1  | 1 |
| 3       | Karate         | 0  | 1  | 1 |
| 3       | Schwimmen      | 1  | 0  | 1 |
| Gesamt: | Gesamt:        | 5  | 4  | 9 |